# Regering-de Villepin
De regering–de Villepin, Frans: Gouvernement Dominique de Villepin, is de eenendertigste regering van Frankrijk onder de Vijfde Republiek. De centrumrechtse regering onder het presidentschap trad op 31 mei 2005 aan. Het was de laatste regering onder president Jacques Chirac. De premier was Dominique de Villepin. De regering werd op 16 mei 2007 door de regering-Fillon I opgevolgd.
| Ambtsbekleder                              | Ambtsbekleder         | Ambtsbekleder                   | Functie(s)                                     | Ambtstermijn     | Ambtstermijn  | Partij |
| ------------------------------------------ | --------------------- | ------------------------------- | ---------------------------------------------- | ---------------- | ------------- | ------ |
|                                            | Dominique de Villepin | Dominique de Villepin 1953      | Premier                                        | 31 mei 2005      | 16 mei 2007   | UMP    |
|                                            |                       | Nicolas Sarkozy 1955            | Minister van staat                             | 31 mei 2005      | 27 maart 2007 | UMP    |
| Minister van Binnenlandse Zaken            |                       | Nicolas Sarkozy 1955            |                                                | 31 mei 2005      | 27 maart 2007 | UMP    |
| Minister van Ruimtelijke Ordening          |                       | Nicolas Sarkozy 1955            |                                                | 31 mei 2005      | 27 maart 2007 | UMP    |
|                                            |                       | François Baroin 1965            | Minister van Binnenlandse Zaken                | 27 maart 2007    | 16 mei 2007   | UMP    |
| Minister van Ruimtelijke Ordening          |                       | François Baroin 1965            |                                                | 27 maart 2007    | 16 mei 2007   | UMP    |
|                                            |                       | Philippe Douste-Blazy 1953      | Minister van Buitenlandse Zaken                | 31 mei 2005      | 16 mei 2007   | UMP    |
|                                            |                       | Thierry Breton 1955             | Minister van Financiën                         | 25 februari 2005 | 16 mei 2007   | UMP    |
| Minister van Economische Zaken             |                       | Thierry Breton 1955             |                                                | 25 februari 2005 | 16 mei 2007   | UMP    |
| Minister voor Industriële Zaken            |                       | Thierry Breton 1955             |                                                | 25 februari 2005 | 16 mei 2007   | UMP    |
|                                            |                       | Michèle Alliot-Marie 1946       | Minister van Defensie                          | 6 mei 2002       | 16 mei 2007   | UMP    |
|                                            |                       | Pascal Clemens 1945             | Minister van Justitie                          | 31 mei 2005      | 16 mei 2007   | UMP    |
|                                            |                       | Xavier Bertrand 1965            | Minister van Volksgezondheid                   | 31 mei 2005      | 27 maart 2007 | UMP    |
| Minister van Sociale Zaken                 |                       | Xavier Bertrand 1965            |                                                | 31 mei 2005      | 27 maart 2007 | UMP    |
|                                            | Philippe Bas          | Philippe Bas 1958               | Minister van Volksgezondheid                   | 27 maart 2007    | 16 mei 2007   | UMP    |
| Minister van Sociale Zaken                 | Philippe Bas          | Philippe Bas 1958               |                                                | 27 maart 2007    | 16 mei 2007   | UMP    |
|                                            |                       | Jean-Louis Borloo 1951          | Minister van Arbeid en Werkgelegenheid         | 31 maart 2004    | 16 mei 2007   | PRV    |
| Minister van Huisvesting                   | 31 mei 2005           | Jean-Louis Borloo 1951          |                                                |                  | 16 mei 2007   | PRV    |
|                                            | Gilles de Robien      | Gilles de Robien 1941           | Minister van Onderwijs                         | 31 mei 2005      | 16 mei 2007   | UDF    |
| Minister van Hoger Onderwijs en Wetenschap | Gilles de Robien      | Gilles de Robien 1941           |                                                | 31 mei 2005      | 16 mei 2007   | UDF    |
|                                            |                       | Dominique Perben 1945           | Minister van Transport                         | 31 mei 2005      | 16 mei 2007   | UMP    |
| Minister voor Maritime Zaken               |                       | Dominique Perben 1945           |                                                | 31 mei 2005      | 16 mei 2007   | UMP    |
| Minister voor Toerisme                     |                       | Dominique Perben 1945           |                                                | 31 mei 2005      | 16 mei 2007   | UMP    |
|                                            | Dominique Bussereau   | Dominique Bussereau 1952        | Minister van Landbouw en Visserij              | 30 november 2004 | 16 mei 2007   | UMP    |
|                                            | Nelly Olin            | Nelly Olin 1941                 | Minister van Ecologie en Duurzame Ontwikkeling | 31 mei 2005      | 16 mei 2007   | UMP    |
|                                            |                       | Renaud Dutreil 1960             | Minister van Buitenlandse Handel               | 31 mei 2005      | 16 mei 2007   | PRV    |
| Minister voor Midden- en Kleinbedrijf      |                       | Renaud Dutreil 1960             |                                                | 31 mei 2005      | 16 mei 2007   | PRV    |
| Minister voor Beroepsopleiding             |                       | Renaud Dutreil 1960             |                                                | 31 mei 2005      | 16 mei 2007   | PRV    |
|                                            |                       | Christian Jacob 1959            | Minister van Publieke Diensten                 | 31 mei 2005      | 16 mei 2007   | UMP    |
|                                            |                       | Renaud Donnedieu de Vabres 1954 | Minister van Cultuur en Communicatie           | 31 mei 2005      | 16 mei 2007   | UMP    |
|                                            |                       | François Baroin 1965            | Minister van Overzeese Gebiedsdelen            | 31 mei 2005      | 27 maart 2007 | UMP    |
|                                            |                       | Hervé Mariton 1958              | Minister van Overzeese Gebiedsdelen            | 27 maart 2007    | 16 mei 2007   | UMP    |
|                                            |                       | Jean- François Lamour 1956      | Minister van Jeugd en Sport                    | 6 mei 2002       | 16 mei 2007   | UMP    |

## Gedelegeerde ministers
Er zijn in de regering van Frankrijk twee functies, die overeenkomen met Belgische en de Nederlandse staatssecretaris: ministre délégué en secrétaire d'État.
- Parlementaire Zaken: Henri Cuq - UMP
- Gelijke kansen: Azouz Begag
- Bestuurlijke vernieuwing: Jean-François Copé
- Werkgelegenheid, Arbeid en Integratie van de Jeugd in het Arbeidsproces: Gérard Larcher - UMP
- Sociale Zaken en Gelijkberechting (van man en vrouw): Catherine Vautrin - UMP
- Internationale Samenwerking, Ontwikkeling en Francophonie: Brigitte Girardin - UMP
- Lokale overheden: Brice Hortefeux - UMP
- Europese Zaken: Catherine Colonna - UMP
- Hoger Onderwijs en Onderzoek: François Goulard - UMP
- Toerisme: Léon Bertrand - UMP
- Sociale zekerheid, Ouderen, Gehandicapten en Familie: Philippe Bas - UMP
- Industrie: François Loos - UMP
- Buitenlandse Handel: Christine Lagarde
- Oorlogsveteranen: Hamlaoui Mékachéra - UMP
- Interne management van de Staat: Christian Estrosi - UMP

Afkortingen: UDF = Union pour la Démocratie Française - UMP = Union pour un Mouvement Populaire